# Старый Турай
Старый Турай —хутор в Тюльганском районе Оренбургской области в составе Тугустемирского сельсовета. 

## География
Находится на расстоянии примерно 21 километр по прямой на север-северо-запад от районного центра поселка  Тюльган.

## Население
Население составляло 103 человека в 2002 году (русские 65%, казахи 31%),  94 по переписи 2010 года.